# Otakar I. (Traungau)
Otakar I. († vermutlich 907), wohl aus dem Hause der Aribonen, war 904 Graf in Karantanien und königlicher Sendbote in der bairischen Ostmark. Vermutlich war er der Erbauer der Stiraburg (Steyr). Weil einer seiner Söhne Aribo hieß, wird vermutet, dass er ein Schwiegersohn oder Sohn des Markgrafen der Ostmark und Grafen im Traungau Aribo war.

## Nachkommen
- Aribo (904),  Graf vom Leobental
- ?Odalbert († 935), Erzbischof von Salzburg

- ?Otakar II. († 935), Graf im Traungau und im Chiemgau